# Juegos Olímpicos de Tokio 2020 - El videojuego oficial
Juegos Olímpicos de Tokio 2020 - El videojuego oficial (en inglés, Olympic Games Tokyo 2020 - The Official Video Game) es un videojuego de deportes multidisciplinar y a su vez el videojuego oficial de los Juegos Olímpicos de Tokio 2020. Fue publicado por Sega. Fue lanzado originalmente en Japón el 24 de julio de 2019 para Nintendo Switch y PlayStation 4. Sin embargo, debido a la pandemia de COVID-19, la olimpiada fue retrasada, lo que hizo que el videojuego se lanzara para el resto del mundo en 2021, donde fue también lanzado para Windows, Xbox One y Stadia.
El videojuego cuenta con 80 equipos nacionales y 18 eventos. Los jugadores pueden crear sus propios jugadores, tener y jugar contra jugadores ficticios en cualquier modo, o jugadores con licencia jugando contra el mejor atleta en el modo de entrenamiento.

## Eventos
Los siguientes eventos están en el juego:
| - Atletismo - Pista - 100 metros - 110 metros vallas - Campo - Salto largo - Lanzamiento de martillo - Natación - 100 metros libres - 200 metros combinada individual | - Otros deportes - Béisbol - Baloncesto - Voleibol de playa - Boxeo - Ciclismo BMX - Fútbol - Tenis de mesa (sencillos y dobles) - Tenis (sencillos y dobles) |

Se agregaron 4 eventos adicionales al juego como actualizaciones gratuitas posteriores al lanzamiento. Dichos eventos son:
- Atletismo - Relevo 4 × 100 metros (abril de 2020)
- Judo (noviembre de 2019)
- Rugby sevens (septiembre de 2019)
- Escalada (febrero de 2020)

## Naciones representadas
Los jugadores pueden jugar como uno de 80 equipos nacionales. Dichas naciones son las siguientes:
| - Alemania - Angola - Arabia Saudí - Argelia - Argentina - Australia - Austria - Bahamas - Bélgica - Bolivia - Brasil - Bulgaria - Canadá - Chile - China - Colombia - Corea del Sur - Costa de Marfil - Costa Rica - Croacia | - Cuba - Dinamarca - Ecuador - Egipto - Emiratos Árabes Unidos - Eslovaquia - Eslovenia - España - Estados Unidos - Etiopía - Fiyi - Filipinas - Finlandia - Francia - Gambia - Ghana - Grecia - Guinea - Honduras - Hong Kong | - Hungría - India - Indonesia - Irán - Irlanda - Israel - Italia - Jamaica - Japón - Kenia - Malasia - Marruecos - México - Nigeria - Noruega - Nueva Zelanda - Países Bajos - Pakistán - Paraguay - Perú | - Polonia - Portugal - Reino Unido - República Checa - República Dominicana - Rumania - Rusia - Senegal - Singapur - Sudáfrica - Suecia - Suiza - Tailandia - China Taipéi - Togo - Trinidad y Tobago - Túnez - Turquía - Ucrania - Uruguay - Uzbekistán - Venezuela |

## Recepción
La versión de Switch recibió una puntuación de 80% de Digitally Downloaded, quien dijo que «una de las áreas que destaca inmediatamente de Tokio 2020 es que tiene una buena variedad de deportes diferentes representados, y todos se juegan de manera diferente». Continuaron elogiando la presentación y la personalización, y agregaron que «como juego para un solo jugador, es un poco solitario y limitado».